# Merijn Scholte-Albers
Merijn Scholte-Albers (Uitgeest, 1989) is een Nederlandse filmregisseur, filmeditor en muzikant. Hij verwierf in zijn jeugd bekendheid met de website Mastermovies. Als filmregisseur won hij, samen met Tobias Smeets, in 2016 een Gouden Kalf voor de korte film Gratis en maakt hij in 2024 zijn speelfilmdebuut. Daarnaast vormt hij sinds 2013 met Harm Coolen het internationaal actieve elektronische muziekduo Weval.

## Biografie
Scholte-Albers groeide op in Uitgeest. In zijn tienerjaren startte hij, samen met zijn buurjongen en vriend Paul Huig en met hulp van zijn oom, de website Mastermovies. Onder deze naam maakten hij en Huig meerdere nasynchronisaties van populaire films en series, waaronder Bassie en Adriaan, Harry Potter en Knight Rider. Ook maakten ze een aantal videoproducties. De website kreeg op een gegeven moment tienduizenden bezoeken per dag. Hij en Huig hebben ook een korte periode als stagiairs voor Power Unlimited en later Gamekings gewerkt. Toen Scholte-Albers op kamers ging, verloor hij interesse in het project.

## Carrière

### Film
Hij studeerde tot 2012 aan de HKU, waar hij Tobias Smeets leerde kennen. Ze werkten samen aan meerdere filmprojecten, waaronder een aantal korte films. Scholte-Albers verzorgde de spelregie voor Schoolfeest, met deze korte film wonnen ze drie prijzen op het Eindhovens Filmfestival waaronder Beste Film. Scholte-Albers en Smeets zonden in 2016 via NTR Kort hun korte film Gratis in en wonnen hiermee een Gouden Kalf.
In april 2024 werd aangekondigd dat er een speelfilm in de maak is gebaseerd op hun korte film Schoolfeest. Scholte-Albers regisseert de film samen met Smeets, wat hun debuut markeert als bioscoopregisseurs. De cast van de film bestaat onder andere uit Ruben van der Meer, Rutger de Bekker en Beau van Erven Dorens.

### Muziek
Scholte-Albers startte met Harm Coolen in 2013 het elektronische muziekduo Weval. Ze ontmoetten elkaar op een verjaardag in Café België in Utrecht. Harm studeerde filmwetenschappen en Merijn deed filmschool. Het duo heeft verschillende releases gehad, waaronder albums en EP's op labels zoals Kompakt en Ninja Tune.